# Breweriana

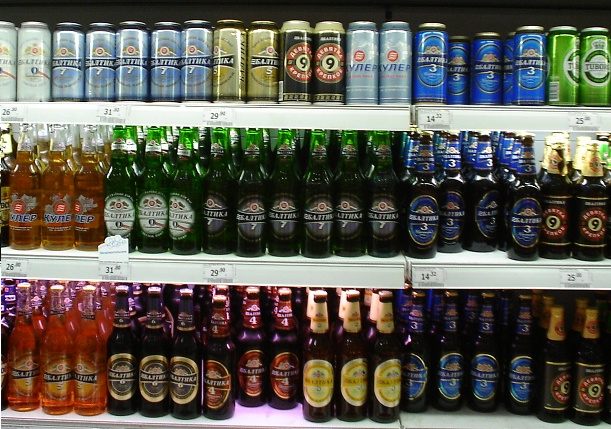
Latas y botellas de cerveza son objetos apreciados por los coleccionistas de breweriana.

Breweriana (del inglés brewery o fábrica de cerveza)  o cervisiafilia se refiere al coleccionismo de todos los objetos relacionados con la venta, publicidad y comercialización de la cerveza. Los primeros que usaron este término fueron los coleccionistas de los Estados Unidos, y luego se extendió su uso por todo el mundo. Entre los objetos coleccionables se cuentan:
- Acciones de compañías cerveceras
- Abrebotellas
- Bandejas
- Botellas
- Cajas
- Calendarios
- Chapas
- Cristalería
- Etiquetas
- Jarras
- Latas
- Naipes
- Posavasos

Existen publicaciones especializadas en breweriana, como la estadounidense American Breweriana Journal o la española CELCE Magazine.
La 4.ª Convención Mundial de Coleccionismo Cervecero lugar en La Plata en 2019. La 6.ª Convención Mundial lugar en Lima en 2023.